# Korolówka (rejon tłumacki)
Korolówka (ukr. Королівка, Koroliwka) – wieś na Ukrainie w obwodzie iwanofrankiwskim, w rejonie tłumackim, centrum silskiej rady.